# ドイツ国会議事堂放火事件
ドイツ国会議事堂放火事件（ドイツこっかいぎじどうほうかじけん、ドイツ語: Reichstagsbrand）とは、1933年2月27日の夜にナチス・ドイツの国会議事堂が炎上した事件を指す。
この事件によって発令された緊急大統領令は、実質的に国民社会主義ドイツ労働者党以外の政党の抵抗力を奪い、翌3月にはアドルフ・ヒトラーは全権委任法を制定して独裁を確立し、ヴァイマル共和政の議会制民主主義は事実上崩壊した。

## 概要
1933年1月30日、ヒトラー内閣が成立した。アドルフ・ヒトラーは政権基盤を固めるために議会を解散。3月5日に総選挙を行うことを決めた。
2月27日の21時30分頃、帰宅途中の神学生が、議事堂のそばを通りがかった時にガラスの割れる音を聞いた。彼は火のついたものを持った人影を見て、警備を行っていた警官に急報した。警官は割れた窓とその奥に火を発見し、数分後に消防隊に通報した。消防車は22時少し前に到着したが火はすでにかなり燃え広がっていた。
当時、議事堂の真向かいにある宿舎で寝ていたナチ党の外国報道部長エルンスト・ハンフシュテングルは家政婦の悲鳴で火事に気付き、ヒトラーのパーティが開かれていたヨーゼフ・ゲッベルスのアパートに電話した。ハンフシュテングルが議事堂が燃えていることを話したとき、ゲッベルスは冗談だと相手にしなかった。しかし、やがて議事堂の方角が炎で赤く染まり、ヒトラーは「コミュニスト（共産主義者）の仕業だ！」と叫んで現場に急行した。
真っ先に現場に到着した国会議長兼プロイセン州内相ヘルマン・ゲーリングは、現場で議事堂財産の避難と捜査に当たった。次に、副首相パーペンも火事を知って現場に急行した。現場に到着したパーペンに、ゲーリングは「これは明らかに新政府に対する共産主義者の犯行だ」と叫んだという。間もなく到着したヒトラーも、「これは天から送られた合図ですよ、副首相閣下！」「もしもこの火事が、私の考えている通りコミュニストの仕業だとしたら、我々はこの危険な害虫どもを鉄拳で叩きつぶさねばなりません！」と語った。その後、ヒトラーは緊急対策会議の開催を提案したが、パーペンは大統領への報告を優先して却下した。

### 犯人の『逮捕』

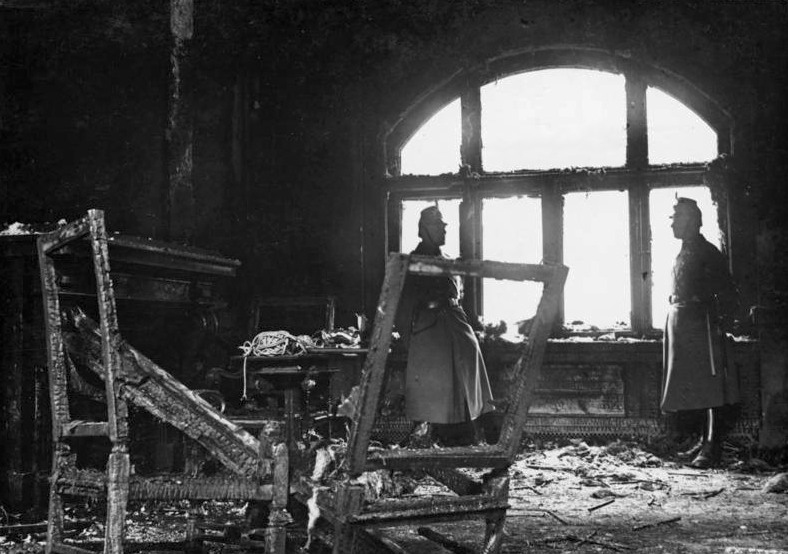
1933年2月、焼け焦げたドイツ国会議事堂の内部

現場を捜索したところ、焼け残った建物の陰でマリヌス・ファン・デア・ルッベが半裸の状態で発見された。オランダ人のルッベは、無政府主義者のオランダ共産党員であり、精神に障害を負っていた。ルッベは、放火の動機を「資本主義に対する抗議」と主張しており、プロイセン内務省政治警察部長ルドルフ・ディールスも「一人の狂人の単独犯行」と推定した。
ディールスは国会議長公邸で開かれ、警視総監マグヌス・フォン・レヴェツォー（de:Magnus von Levetzow）、ベルリン市長ハインリヒ・ザーム（de:Heinrich Sahm）、イギリス大使、元皇太子ヴィルヘルム・アウグストなどが参加した対策会議で、犯人逮捕を報告した。しかし、ヒトラーは「共産主義者による反乱計画の一端」と見なし、「コミュニストの幹部は一人残らず銃殺だ。共産党議員は全員今夜中に吊し首にしてやる。コミュニストの仲間は一人残らず牢にぶち込め。社会民主党員も同じだ！」と叫び、単独犯行であるとするディールスの意見を一蹴した。

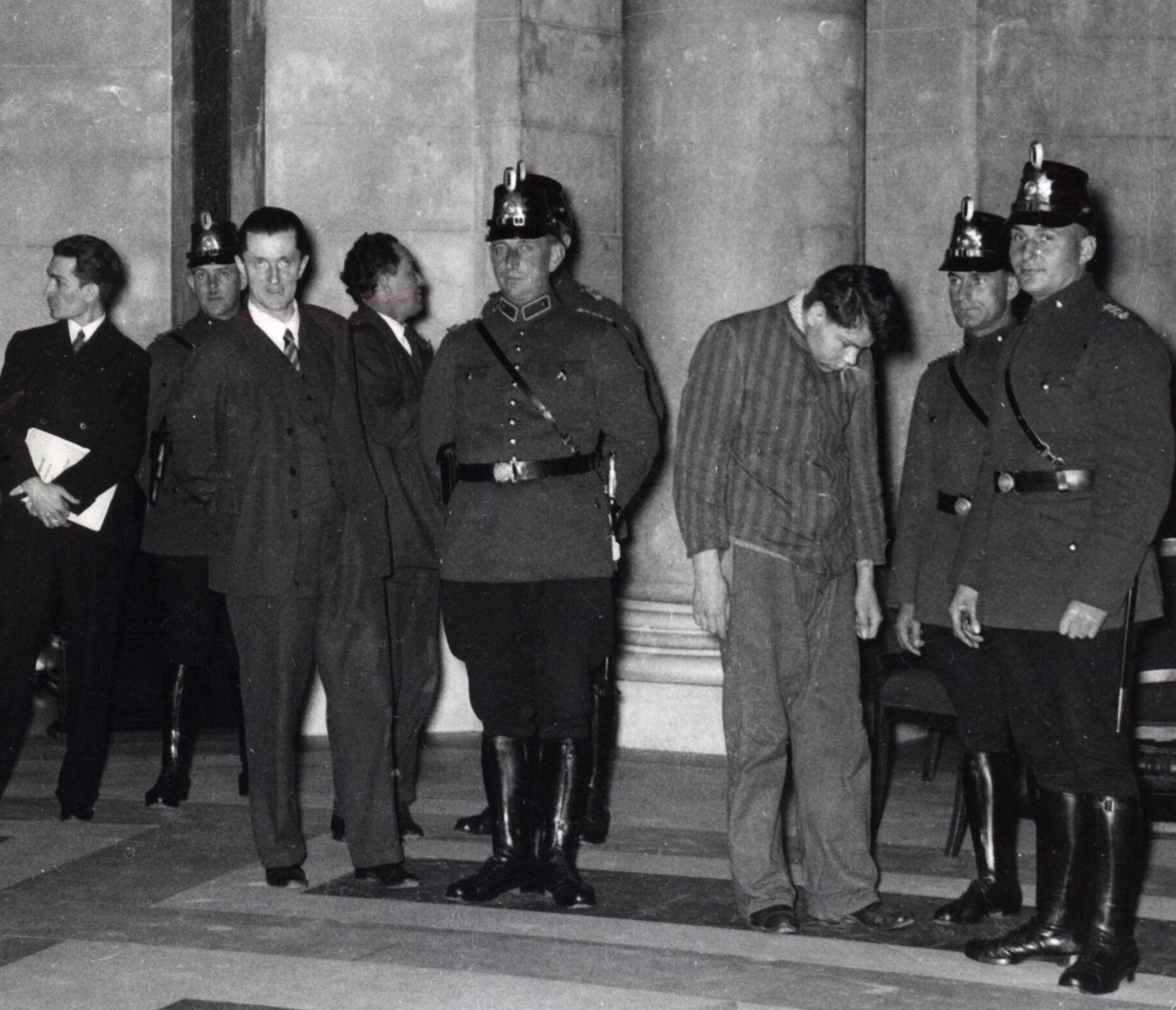
1933年3月3日、警察官とファン・デア・ルッベ（中央、うな垂れている人物）

ゲーリングはプロイセン州警察の公式発表に介入し、犯人が用意した放火材料を「100ポンド」（約47キログラム）から「1,000ポンド」（約470キログラム）に訂正させた(1プロイセンポンドは約470グラム)。担当官が、多すぎて一人では運ぶのは不可能だ、と抗議すると「何事も不可能では無い！だいたいなぜ単独犯行と書くのだ？10人も20人もいたかもしれないじゃないか！きみには何が起ころうとしているのかわからないのか？この事件はコミュニスト蜂起の合図なんだぞ！」と叫び、「2人の共産党議員」が共犯だと書き加えた。担当官は政治的文書であることを理由にゲーリングの署名を求め、ゲーリングはしぶしぶ「G」とだけサインした。ナチス党機関紙フェルキッシャー・ベオバハター紙の一面もこの『陰謀』の記事に差し替えられ、ヒトラーとゲッベルスが編集に立ち会った。
その日のうちにプロイセン州警察は共産党議員や公務員の逮捕命令を出した。共産党系の新聞はすべて発行禁止となった。その後、共産党議員団長であるエルンスト・トルクラーや後にコミンテルン書記長を務めるゲオルギ・ディミトロフ、ディミトロフと同じブルガリア人の共産主義者であるブラゴイ・ポポフとヴァシリ・テネフの4名が共犯として逮捕された。

### 事件の政治利用

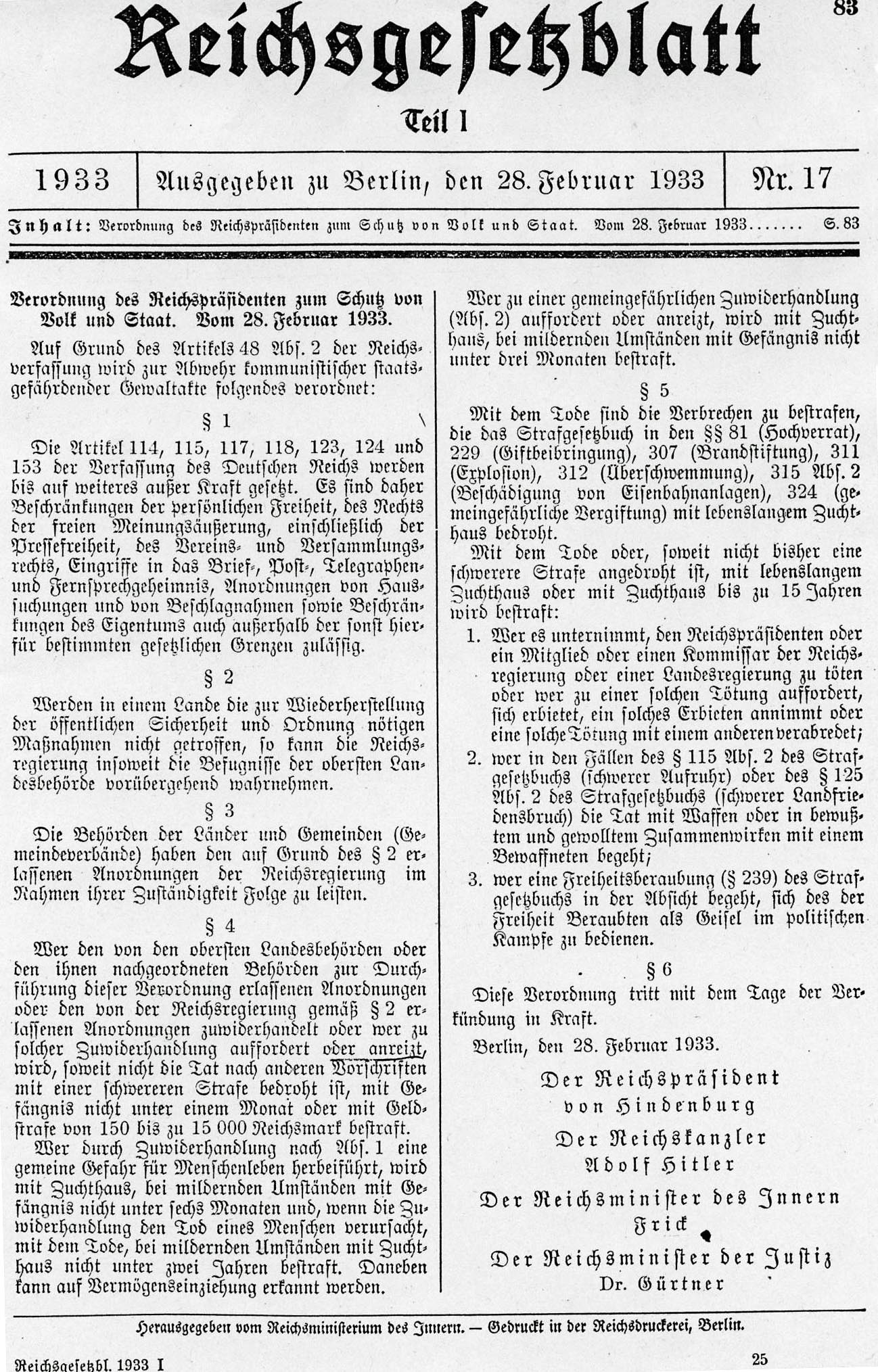
大統領令

ヒトラーは2月28日、コミュニストと「法的考慮に左右されず決着をつける」ためとして、「ドイツ国民と国家を保護するための大統領令」（以下「国家防衛緊急令」）と「ドイツ国民への裏切りと反逆的策動に対する大統領令（Verordnung des Reichspräsidenten gegen Verrat am Deutschen Volke und hochverräterische Umtriebe）」（以下「反逆防止緊急令」）の二つの緊急大統領令の発布を提議した。パーペンが「バイエルン州で反発を受けるかもしれない」と意見を述べたのみで、ほとんど修正される事無く閣議決定された。パウル・フォン・ヒンデンブルク大統領も黙って承認し、国家防衛緊急令は即日、反逆防止緊急令は翌日公布された。これにより言論の自由や所有権は著しく制限され、政府は連邦各州の全権を掌握できるようになった。
3月1日、ゲーリングはラジオ放送で「共産主義を我々の民族から抹殺することが、私の最も重要な責務である」と述べ、「（国家社会主義）革命の敵に対しては、テロルの使用が不可欠である。」と政府による白色テロを宣言した。共産主義者は次々と警察によって予防拘禁され、2日後には無政府主義者、社会民主主義者も対象に加えられた。
また、共産主義者の襲撃が起きるというデマが流され、共産党や民主主義政党の集会はナチ党の突撃隊に襲われ、共産党の指導者を含めた逮捕者や死者も続出した。選挙期間中に死亡したナチス党員は18人、その他の政党の死者は51人、負傷者は数百人にのぼった。
選挙の結果、100議席を持っていた共産党は81議席へと後退した。一方ナチ党は199議席から288議席へと躍進したが、全体の647議席の過半数獲得には至らなかった。
1933年3月23日、全焼した国会議事堂に代えて臨時国会議事堂となったクロルオーパー（クロルオペラ劇場）で総選挙後初の本会議が開催された。出席した議員の数は535人であり、共産党議員81人、社会民主党議員26人、その他5人の議員は病気・逮捕・逃亡等の理由で「欠席」した。
出席した社会民主党議員は全員が反対したものの、ナチス党はドイツ国家人民党と中央党の協力を得て3分の2の賛成を確保し、全権委任法を成立させた。この法律は国会審議・議決なしに広範な範囲の法令を制定する権利をヒトラー政権に認めるという、一種の憲法改正的法令であった。議場の周辺には親衛隊がピケラインを張り、議場内の廊下には突撃隊員が立ち並んでいたという。

## 裁判
事件後の3月29日、「絞首刑に関する法律」、通称「ファン・デア・ルッベ法」が制定された。この法律は罪刑法定主義や法の不遡及などの法治主義の原則を否定するものであり、従来の刑法では懲役刑にしかなりえない容疑者たちを死刑にすることが目的であった。
当時の『ロンドン・ニューズ・クロニクル』紙は「ドイツ共産党員が議事堂の火事と何らかのつながりを持っているという主張は、何の根拠もないたわごとにすぎない。」と報じており、また外交団や外国報道陣の意見もほぼ同じであった。次第に火事はナチスの仕業であるという報道が外国で流れ、議長公邸から国会議事堂の間には地下道が存在するという事実がそれをさらにあおりたてた。
さらに、亡命した共産党員であるヴィリ・ミュンツェンベルクらは匿名でパリにおいて『褐色の書』と題した本を出版した。放火の真犯人がナチ党であるとし、具体的な犯人まで提示した。この本は世界的に広く信用されたが、この本に参加したアーサー・ケストラーは後に「我々は具体的な状況をまったく知らなかった。」と語っている。また9月14日にはロンドンでサッコ・ヴァンゼッティ事件の弁護を行ったアーサー・ヘイズが主催する国際司法委員会による模擬裁判が行われた。この判決はナチ党の指導的立場にある人物の関与を指摘したものであった。なお、この裁判の傍聴人にはジョージ・バーナード・ショーがいたが、「囚人が政府を打つ棒として利用される場合は、」「彼の運命は前もって決まっている。」と語っている。
9月21日からはライプツィヒのライヒ裁判所で本物の裁判が始まった。12月23日まで続いたこの裁判は、海外の影響も受けてナチ党の思うように行かなかった。ゲーリングは自ら検察官を演じて被告を問い詰めたが、逆にディミトロフに言い負かされる始末であった。ゲーリングは「法廷から出たらどんな目にあうか見てろ、この悪党め！」と罵ったが、ルッベ以外の被告4名はすべて無罪となった。ルッベには死刑が宣告され、1934年1月10日に刑が執行された。
ゲーリングは「これじゃ裁かれているのは共産主義者じゃなくて、われわれだと思うだろう。」と嘆いた。これにヒトラーは「ゲーリング君、これは時間の問題だよ。もうすぐ連中に我々の言葉をしゃべらせてやるさ。連中はみな退職間近だし、後釜には我々の息のかかった人間を据えることにしよう。しかし老紳士（ヒンデンブルク）が生きているうちは、われわれとしてもどうしようもない。」と語ったという。
判決翌日の『フェルキッシャー・ベオバハター』は「ライプツィヒの誤った裁判」と題する声明を発し、「民族の法感情に照らせば明らかに誤った判決」とし、「既に克服されたはずの自由主義的思想の枠組みからいまだ抜け出せないわれわれの法生活に対する根本的変革の必要性を、誰の眼にもはっきりと明らかにして見せたのである。」と結論した。すでに1933年9月6日には『ライヒ刑法典の改正のための法律』が制定されており、刑法は大きく変わろうとしていた。これ以降、司法の国家社会主義運動に対する強制的同一化が推し進められた。
1934年4月24日、国家への反逆罪と『背反罪』の裁判権は一般裁判所から人民法廷に移された。人民法廷では無罪推定の原則や被疑者の権利は完全に無視された。これ以降、多くの反ナチ活動家が反逆者として人民法廷によって裁かれることになる。

## 背後関係に関する議論
事件の背後関係については当時から議論があった。その一つは『褐色の書』をはじめとする、放火事件は一党独裁を目指すナチス党によって仕組まれた自作自演であるとするものである。
当時ドイツで流布されていたフルスターヴィッツにもこの事件を扱ったものがある。
- Q.「国会議事堂に火を放ったのは誰か？」
A.「それはザース兄弟だ。」
ベルリン出身のザース兄弟（ドイツ語版）は銀行破りを度々働いた末にコペンハーゲンで逮捕された。兄弟はドイツに送還されて有罪判決を受け、1940年にザクセンハウゼン強制収容所への移送中に「抵抗を図ったため」射殺された。名字のザース（Sass）を前後に分けるとSA（突撃隊）・SS（親衛隊）となる。

戦後のニュルンベルク裁判で、フランツ・ハルダーが「ゲーリングは周囲に『国会に火を付けたのは俺だ』と語っていた。」と証言したこともこれらの陰謀説を強化した。この説は『第三帝国の興亡』を書いたウィリアム・シャイラーやアラン・ブロックなどの歴史家も踏襲した。
一方で、国会議事堂に到着したヒトラーが「神よ、どうか共産主義者の仕業でありますように。」と発言したという『デイリー・エクスプレス』紙特派員セフトン・デルマーの証言がある。デルマーは、これについてヒトラーが事件の真相を知らなかったものと解釈している。ヒトラーと交流のあったエリック・ヤン・ハヌッセンはこの事件の予言を的中させたことで人気が高まった。
1963年、フリッツ・トビアスは著書『Der Reichstagsbrand – Legende und Wirklichkeit』（国会炎上　―神話と現実―）の中で詳細な研究を行い、ルッベ単独犯行説を唱えた。この著書に対して、ナチス犯行論の立場から反論が行われたが、その際に提出した史料の多くは、偽造の疑いが濃いことが判明している。1964年には現代史家のハンス・モムゼンは論文『Der Reichstagsbrand und seine politischen Folgen』（国会炎上と政治的影響）を書き、トビアスの説を補強した。これ以降に『アドルフ・ヒトラー』を書いたジョン・トーランドもその見解を採用している。
1967年、西ベルリンのベルリン地方裁判所はルッべにかけられた「反逆罪」と「扇動的な放火罪」については無効とし、「人命を危険にさらす放火罪」と「放火未遂罪」で8年の懲役刑の判決を下した。
1981年にはルッべの遺族らが判決の無効を求めて裁判を起こした。一審であるベルリン地方裁判所はルッベの有罪判決を覆し、無罪判決を下した。検察側は直ちに控訴し、1983年5月2日の連邦裁判所は「ルッべは裁判において単独で犯行に及んだと主張していた」「有罪判決を受けた男が犯罪に客観的に関与していたことに疑いの余地はない」として遺族側の申立を棄却している。また、1998年成立の「刑事司法における国民社会主義の不当判決の廃止に関する法律」で、ナチスの不当な人民法廷での裁判や法の不遡及の原則に反した判決を受けたものの判決は破棄された。ただし、ルッべに関しては適用されておらず、2008年1月10日、連邦裁判所は死刑判決の取り消しを行った。
1980年代以降にふたたびナチス犯行説などを唱える主張が広がり、議論は継続している。

### 証言
ナチスによる犯行説の根拠とされるものの一つに、元突撃隊員ハンス・マルティン・レニングスの証言がある。ハノーバーの裁判所に1955年に提出された宣誓供述書によれば、事件の夜、レニングスらはルッべを国会議事堂まで連行してきたが、すでにその頃には何かが燃えるような匂いがしていたという。レニングスの証言は戦後まもなくから行われており、トビアスもその証言を認識していたが採用していなかった。歴史家ライナー・オースはレニングスが1936年から1937年に「精神病質的」とされる判断を受けており、また自らが関与していない殺人事件についての明白な虚偽告発を大量に行っていることなどから、信頼性が高い証言とは言えないとしている。2019年にレニングスの証言は広く報道され、左翼党は専門家による検討を行う必要があるかと質問したが、連邦政府は計画はないと回答している。

## 議事堂のその後

英米軍の空襲とベルリン攻防戦で破壊された国会議事堂（1945年6月3日撮影）

全権委任法の成立後、議会制民主主義は事実上崩壊したことから国会はほとんど開かれることが無くなり、また開会時もクロルオーパーを仮の議場に使用した。そのため焼け落ちた国会議事堂は修復されず放置された。第二次世界大戦中には連合軍による空襲やベルリンの戦いで攻撃目標となり、更に破壊が進んだ。
戦後の国会議事堂は連合国軍の占領する西ベルリンに位置したため、西ドイツ連邦議会と東ドイツ人民議会のどちらも議事堂としても使用することができず（西ドイツの連邦議会は暫定首都のボン、東ドイツの人民議会は東ベルリンにそれぞれの議事堂が設置された）、国会議事堂は単なる廃墟と化していた。1964年に内部を利用できるよう部分修復されたが、東側を刺激するという理由で議事堂としては使われず、主に展示会場として使用された。建物が国会議事堂としての役割を再び果たすようになるのは、1990年のドイツ再統一によってベルリンが再びドイツの首都となった後、大規模修繕が完了した1999年にボンから連邦議会が移転してからである。